# Dinéault
Dinéault (bret. Dineol) – miejscowość i gmina we Francji, w regionie Bretania, w departamencie Finistère.
Według danych na rok 1990 gminę zamieszkiwało 1550 osób, a gęstość zaludnienia wynosiła 34 osoby/km² (wśród 1269 gmin Bretanii Dinéault plasuje się na 405. miejscu pod względem liczby ludności, natomiast pod względem powierzchni na miejscu 98.).
W Dinéault urodził się biskup Taiohae o Tefenuaenata Hervé-Maria Le Cléac’h SSCC.